# Kaman Aircraft
Kaman é uma empresa americana sediada em Bloomfield, Connecticut. A empresa foi fundada em 1945 pelo pioneiro da aviação Charles H. Kaman e é especializada, entre outras coisas, na construção de helicópteros e estruturas aeroespaciais. Durante os primeiros dez anos, a empresa operava exclusivamente como um designer e fabricante de helicópteros ao qual estabeleceram vários recordes mundiais.

## Produtos

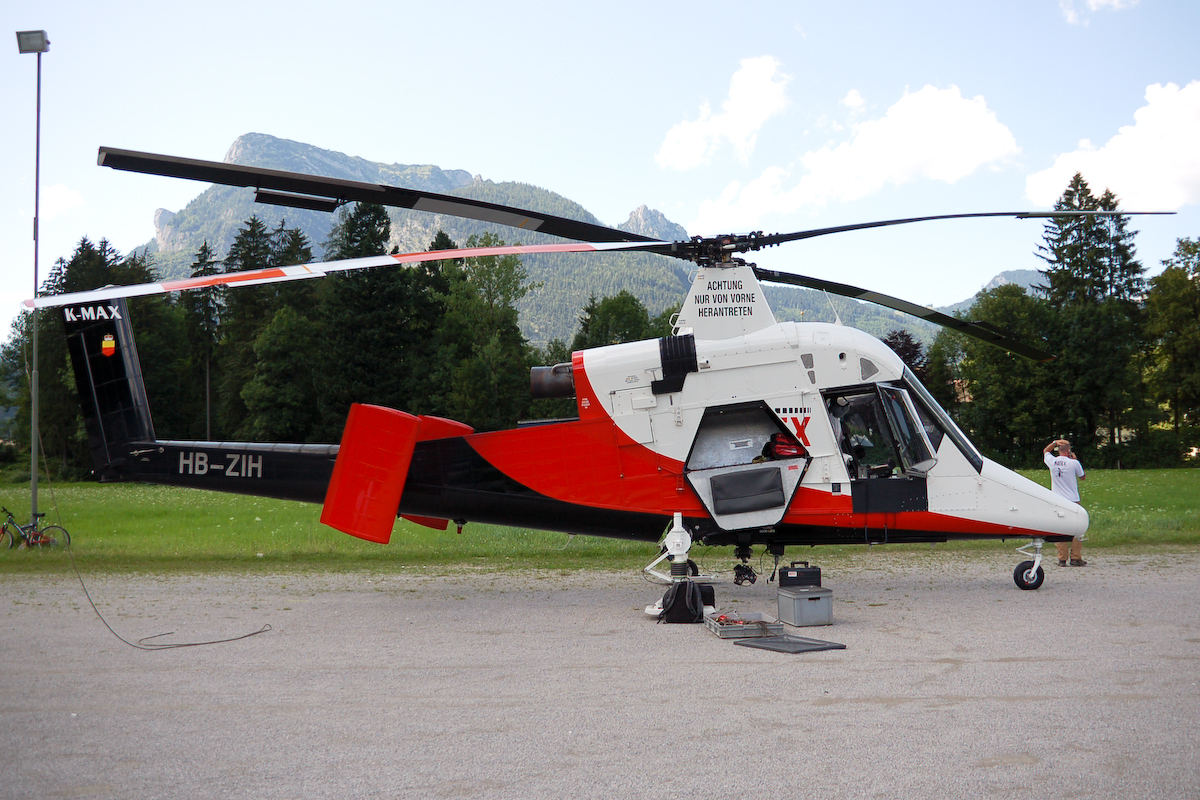
Kaman K-Max.

- K-125
- K-190
- K-225
- K-1125
- Kaman HH-43 Huskie/HOK/HUK
- Kaman H-2 Seasprite
- Kaman SH-2G Super Seasprite
- Kaman K-1200 K-Max
- Kaman KSA-100 SAVER

## Ligações Externas
- Kaman Corporation
- Kaman Aerospace